# Звёздные войны: Пробуждение силы (саундтрек)
Звёздные войны: Пробуждение силы (саундтрек) (англ. Star Wars: The Force Awakens – Original Motion Picture Soundtrack) — является музыкой к фильму 2015 года с одноимённым названием, написанной Джоном Уильямсом, продирижированной Уильямсом и Уильямом Россом, а также Густаво Дудамелем выступающего в качестве «специального приглашенного дирижёра». Альбом был выпущен Walt Disney Records 18 декабря 2015 года как на дигипак CD, так и в цифровом формате.

## Обзор
В июле 2013 года Уильямс был утвержден в качестве писателя музыки. Музыка из первых двух трейлеров фильма была переработана из более ранних композиций. Уильямс начал работать над музыкой в декабре 2014 года, и к июню 2015 года он прошел через большинство кинолент, работая ежедневно. В мае 2015 года Уильямс заявил, что будет повторно использовать темы из предыдущих фильмов, например, для Люка, Леи и Хана, таким образом, что «это будет казаться очень естественным и правильным в моменты, для которых мы решили делать подобные цитаты». Их не так много, но есть несколько, которые, на мой взгляд, важны и будут весьма положительно и конструктивно казаться частью структуры произведения". Он сказал, что работа с Дж. Дж. Абрамсом была похожа на процесс, который он прошел с Джорджем Лукасом в более ранних фильмах.
Сессии по звукозаписи «Пробуждения силы» начались 1 июня 2015 года на Barbra Streisand Scoring Stage в Калвер-Сити студии Sony Pictures Studios, где большую часть музыки дирижировал Уильям Росс. Уильямс присутствовал на сессиях и вел оставшиеся звукозаписи. Он назвал процесс звукозаписи «очень роскошным» с 12 сеансами, разбросанными в течение пяти месяцев в период с июня по ноябрь. Музыка была записана внештатным оркестром, что сделало его первым саундтреком к фильму «Звёздные войны», в котором не использовался Лондонский симфонический оркестр—с сессиями, продолжающимися и заканчивающимися в течение этого пятимесячного периода. Оркестр из 85 частей записал 175 минут музыки, хотя почти час из этого был отброшен, изменён или перезаписан, когда Абрамс отмонтажировал фильм. Тема для Сноука была записана мужским хором с 24 голосами. Густаво Дудамель вел дирижирование музыки к открытию и концу для фильма по указанию Уильямса. Последняя сессия записи состоялась 14 ноября 2015 года.
В преддверии выпуска «Пробуждения силы» несколько сервисов потоковой передачи музыки начали предлагать пользователям плейлисты на тему «Звёздных войн». «Потоковых платформ для [предыдущих] фильмов не существовало, так что это то, что мы будем выпускать вместе с управляемыми персонажами плейлистами со звуками и диалогами из фильма», — сказал Кен Бант, президент Disney Music Group. «Люди любят слышать диалоги и звуковые эффекты, поэтому сейчас мы работаем над некоторыми идеями, которые будут включать некоторые из них в плейлист». После его выхода саундтрек к «Пробуждению силы» стал доступен для потоковой передачи через Spotify.

## Приём
| Оценки критиков   | Оценки критиков |
| Источник          | Оценка          |
| ----------------- | --------------- |
| AllMusic          | [ 21 ]          |
| Filmtracks.com    | [ 22 ]          |
| Movie Wave        | [ 23 ]          |
| The National      | [ 24 ]          |
| Soundtrack Dreams | 94/100          |
| Soundtrack Geek   | 96.5/100        |

Музыкальное сопровождение получило признание критиков. Джеймс Саутолл из Movie Wave сказал: «Новые темы великолепны, слышать старые снова замечательно, экшн-музыка удивительно энергична, а музыкальные рассказы, как никогда, ярки. Просто так приятно слышать, как Уильямс возвращается в эту вселенную». Йорн Тилнес из Soundtrack Geek сказал: «Дело в том, что эта музыка даже не близка к классической трилогии, и она также борется с трилогией приквелов. Я не знаю, является ли она самой слабой в саге. Время покажет. Что Я знаю, что это одна из лучших партитур, которые я когда-либо слышал». uDiscover положительно оценил музыку, заявив: «Обширные, драматические отрывки настолько насыщенны, как можно было бы надеяться на такой эпический фильм, как „Пробуждение силы“, но внимание к деталям в пределах партитуры — и изысканно записанное исполнение — сделать результаты тонким и обаятельным слушать».
Джонатан Брокстон из Movie Music UK похвалил музыку, сказав: "Даже если вы посмотрите на это объективно, то, что Джон Уильямс достиг с этой музыкой, является не чем иным, как замечательным. Он написал пять новых тем, две из которых — 'Rey’s Theme' и 'March of the Resistance' — удивительно запоминающийся и может стоять плечом к плечу с уже выпуклым кэшем запоминающихся тем во вселенной «Звёздных войн».
Он был номинирован в категории «Лучшая музыка к фильму» на 88-й церемонии вручения премии «Оскар» и проиграл музыке Эннио Морриконе за «Омерзительную восьмёрку», но победил в категории «Лучший саундтрек для визуальных медиа» на 59-й церемонии вручения премии «Грэмми». Это третий саундтрек к «Звёздным войнам» и первый за 35 лет после саундтрека к «Эпизоду V: Империя наносит ответный удар», который получил «Грэмми» в этой категории.

## Коммерческое исполнение
Саундтрек дебютировал под номером пять в чарте Billboard 200 за неделю, заканчивающуюся 26 ноября 2015 года, с 100 000 эквивалентных альбомов единиц, из которых 94 000 были чистыми продажами альбома. Он ознаменовал собой самый высокий дебют саундтрека только для музыки с 1999 года, когда «Скрытая угроза» заняла 3 место. В дополнение, это шестой саундтрек к «Звёздным войнам» в основной серии фильмов «Звёздных войн» попал в десятку лучших; только саундтрек «Возвращение джедая» не смог попасть в десятку лучших, достигнув 20 места в 1983 году. Альбом был продан в США 206 000 экземпляров по состоянию на апрель 2016 года.

## Трэк-лист
Вся музыка написана Джоном Уильямсом.
| №                   | Название                                       | Длительность |
| ------------------- | ---------------------------------------------- | ------------ |
| 1.                  | «Main Title / The Attack on the Jakku Village» | 6:25         |
| 2.                  | «The Scavenger»                                | 3:39         |
| 3.                  | «I Can Fly Anything»                           | 3:10         |
| 4.                  | «Rey Meets BB-8»                               | 1:31         |
| 5.                  | «Follow Me»                                    | 2:54         |
| 6.                  | «Rey's Theme»                                  | 3:11         |
| 7.                  | «The Falcon»                                   | 3:32         |
| 8.                  | «That Girl with the Staff»                     | 1:58         |
| 9.                  | «The Rathtars!»                                | 4:05         |
| 10.                 | «Finn's Confession»                            | 2:08         |
| 11.                 | «Maz's Counsel»                                | 3:07         |
| 12.                 | «The Starkiller»                               | 1:50         |
| 13.                 | «Kylo Ren Arrives at the Battle»               | 2:00         |
| 14.                 | «The Abduction»                                | 2:23         |
| 15.                 | «Han and Leia»                                 | 4:41         |
| 16.                 | «March of the Resistance»                      | 2:34         |
| 17.                 | «Snoke»                                        | 2:03         |
| 18.                 | «On the Inside»                                | 2:06         |
| 19.                 | «Torn Apart»                                   | 4:19         |
| 20.                 | «The Ways of the Force»                        | 3:14         |
| 21.                 | «Scherzo for X-Wings»                          | 2:32         |
| 22.                 | «Farewell / The Trip»                          | 4:55         |
| 23.                 | «The Jedi Steps / Finale»                      | 8:51         |
| Общая длительность: | Общая длительность:                            | 1:17:08      |

## Персонал
Титры, принятые от Allmusic:
| Производство - Джон Уильямс — композитор, оркестратор, дирижёр, продюсер - Уильям Росс — оркестратор, дирижёр - Густаво Дудамель — специальный приглашенный дирижёр - Сэнди Декресцент — музыкальный подрядчик - Сэлли Стивенс — вокальный подрядчик Управление - Марк Грэм — музыкальный библиотекарь - Скотт Холцмен — юридический советник, дела музыкального бизнеса - Митчелл Лейб — ответственный исполнитель за музыку - Марк Шоу — юридический советник, дела музыкального бизнеса - Стив Стерлинг — дизайн оформления Технический - Рамиро Бельгардт — музыкальный монтажёр - Шон Мёрфи — инженер по партитуре / смеситель партитуры - Джон Траунвизер — ассистент по смешиванию партитуры - Роберт Вульф — монтажёр музыки - Патриция Салливан — мастеринг | Оркестровка - Люк Флинн — музыкальная подготовка - Марк Грэм — глава музыкальной подготовки - Пол С. Хеннинг — подготовка партитуры/оркестровка - Райли Хьюз — музыкальная подготовка - Грегори Джамрок — музыкальная подготовка - Рэнди Кербер — музыкант: клавишные - Эндрю Роуэн — музыкальная подготовка - Стивен Л. Смит — музыкальная подготовка - Крис Уэстлэйк — музыкальный консультант - Джо Циммерман — музыкальная подготовка |

## Дополнительная музыка
Дополнительная музыка, исполненная в Пробуждении силы:
| Название       | Музыкант(ы)                           | Исполнения |
| -------------- | ------------------------------------- | --- |
| «Jabba Flow»   | Лин-Мануэль Миранда, Джей Джей Абрамс | Исполняет группа Лохматого Кавы, музыкальное прозвище для Миранды и Абрамса. Играет, когда главные персонажи входят в замок Маз Канаты. Песня была выпущена как сингл 4 мая 2016 года. |
| «Dobra Doompa» | Лин-Мануэль Миранда, Джей Джей Абрамс | Исполняет группа Лохматого Кавы. Играет после «Jabba Flow» в замке Канаты. |

## Чарты
| Чарт (2015-16)                    | Высшая позиция |
| --------------------------------- | -------------- |
| Австралия (ARIA)                  | 24             |
| Австрия (Ö3 Austria)              | 29             |
| Бельгия/Фландрия (Ultratop)       | 19             |
| Бельгия/Валлония (Ultratop)       | 46             |
| Канада (Canadian Albums Chart)    | 11             |
| Дания (Hitlisten)                 | 40             |
| Нидерланды (Album Top 100)        | 26             |
| Франция (SNEP)                    | 47             |
| Венгрия (MAHASZ)                  | 15             |
| Ирландия (IRMA)                   | 37             |
| Италия (Classifica album)         | 64             |
| Новая Зеландия (RMNZ)             | 38             |
| Польша (ZPAV)                     | 19             |
| Испания (PROMUSICAE)              | 20             |
| Швеция (Sverigetopplistan)        | 42             |
| Швейцария (Schweizer Hitparade)   | 27             |
| Великобритания (UK Albums Chart)  | 25             |
| США, Billboard 200                | 5              |
| США (Billboard Soundtrack Albums) | 1              |

| Чарт (2016)                        | Позиция |
| ---------------------------------- | ------- |
| США, Billboard 200                 | 143     |
| США, Soundtrack Albums (Billboard) | 3       |